# Quiruelas de Vidriales
Quiruelas de Vidriales – gmina w Hiszpanii, w prowincji Zamora, w Kastylii i León, o powierzchni 27,99 km². W 2011 roku gmina liczyła 762 mieszkańców.